# Сверка часов
Сверка часов — важный элемент в подготовке к войсковым и полицейским операциям, и ежедневный флотский ритуал. Результатом пренебрежения сверкой часов могут стать бо́льшие потери личного состава и техники из-за нескоординированности и несинхронности действий привлечённых сил.

## Процедура

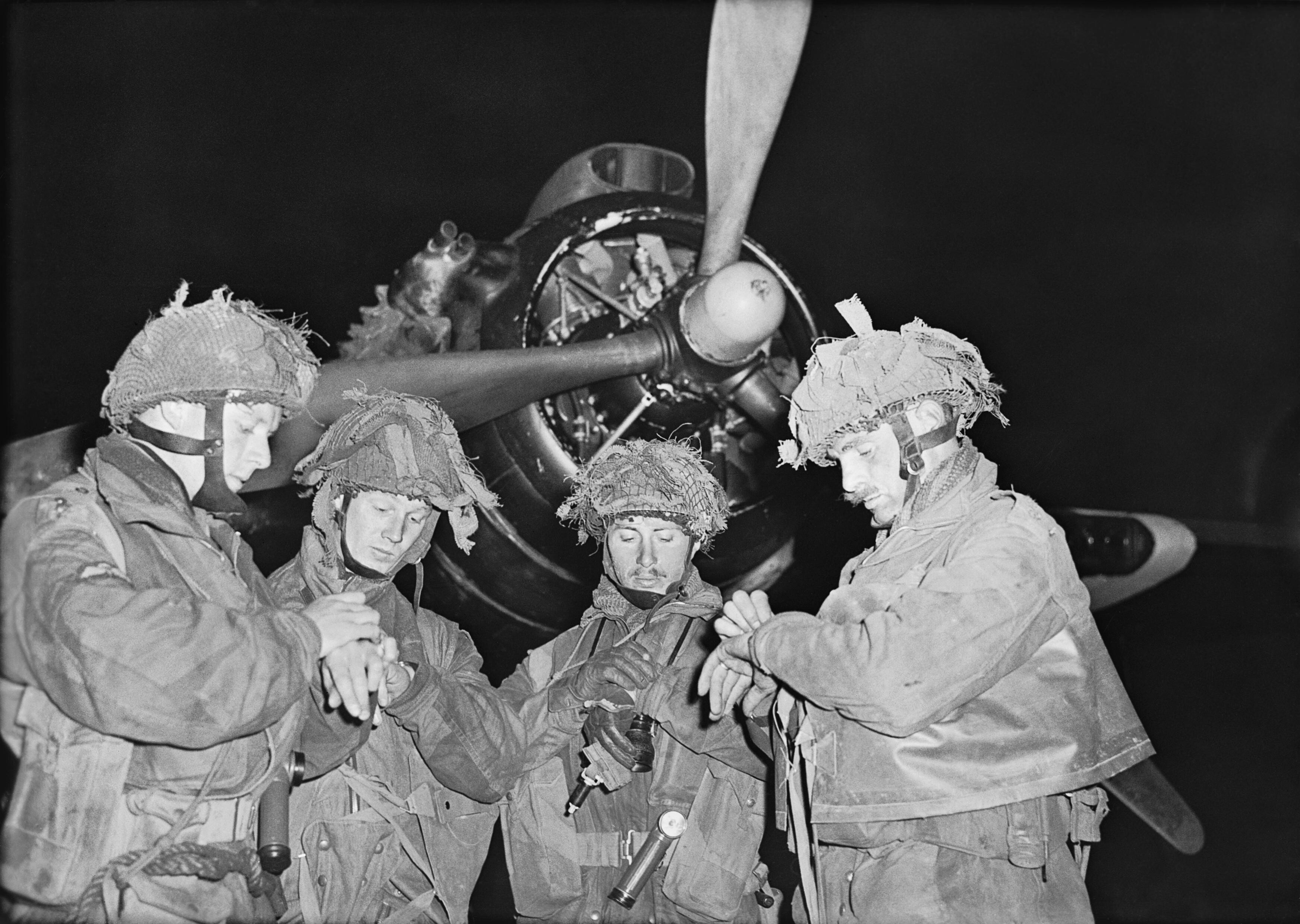
Британские десантники-целеуказатели сверяют часы перед началом операции «Тонга».

При подготовке сухопутных операций, за образец времени, как правило, берётся время на часах руководителя операцией, независимо от его соответствия стандартному времени (времени часового пояса) или местному солнечному времени. Результатом сверки часов является единое время для всех участников операции. Ошибка в несколько минут по отношению к указанному выше времени в данном случае может быть использована как преимущество, если противнику станет известно время начала операции или отдельных её этапов. При этом предельно важно, чтобы часы самих участников операции были синхронизированы с точностью до секунды.
Как отмечается в боевых уставах армии США, сверка часов — это возможность выполнения нескольких связанных и взаимозависимых задач в разных местах, которая в то же время, даёт больший эффект, чем выполнение каждого задания в отдельности. Синхронизация есть средство, а не результат. Командиры подразделений должны синхронизировать деятельность подчинённых таким образом, чтобы способствовать наиболее эффективному достижению целей миссии. В то же время, чрезмерная синхронизация, по мнению американских военных теоретиков, также может принести вред как и отсутствие какой-либо синхронизации.